# Сада Джейкобсон
Сада Моллі Джейкобсон-Бабі (англ. Sada Molly Jacobson-Bâby, нар. 14 лютого 1983) — американська фехтувальниця, олімпійська медалістка.

## Виступи на Олімпіадах
| Олімпіада  | Дисципліна      | Місце |
| ---------- | --------------- | ----- |
| Афіни 2004 | шабля, особисті | 3     |
| Пекін 2008 | шабля, особисті | 2     |
| Пекін 2008 | шабля, командні | 3     |